# Oresmaux
Oresmaux – miejscowość i gmina we Francji, w regionie Hauts-de-France, w departamencie Somma.
Według danych na rok 1990 gminę zamieszkiwały 723 osoby, a gęstość zaludnienia wynosiła 66 osób/km² (wśród 2293 gmin Pikardii Oresmaux plasuje się na 397. miejscu pod względem liczby ludności, natomiast pod względem powierzchni na miejscu 388.).